# 安田 (大阪市)
安田（やすだ）は、大阪府大阪市鶴見区にある町名。現行行政地名は安田一丁目から安田四丁目。

## 地理
鶴見区の東部に位置し、南に中茶屋、北に茨田大宮、西に浜、南西に諸口、東に大東市と東大阪市と接している。

### 河川
- 古川

## 世帯数と人口
2019年（令和元年）9月30日現在の世帯数と人口は以下の通りである。
| 丁目       | 世帯数    | 人口    |
| ---------- | --------- | ------- |
| 安田一丁目 | 523世帯   | 1,150人 |
| 安田二丁目 | 279世帯   | 477人   |
| 安田三丁目 | 584世帯   | 1,230人 |
| 安田四丁目 | 437世帯   | 972人   |
| 計         | 1,823世帯 | 3,829人 |

### 人口の変遷
国勢調査による人口の推移。
| 1995年（平成7年）  | 3,919人 | [ 5 ] |  |
| 2000年（平成12年） | 3,933人 | [ 6 ] |  |
| 2005年（平成17年） | 3,963人 | [ 7 ] |  |
| 2010年（平成22年） | 3,885人 | [ 8 ] |  |
| 2015年（平成27年） | 3,786人 | [ 9 ] |  |

### 世帯数の変遷
国勢調査による世帯数の推移。
| 1995年（平成7年）  | 1,259世帯 | [ 5 ] |  |
| 2000年（平成12年） | 1,354世帯 | [ 6 ] |  |
| 2005年（平成17年） | 1,415世帯 | [ 7 ] |  |
| 2010年（平成22年） | 1,469世帯 | [ 8 ] |  |
| 2015年（平成27年） | 1,468世帯 | [ 9 ] |  |

## 学区
市立小・中学校に通う場合、学区は以下の通りとなる。なお、小学校・中学校入学時に学校選択制度を導入しており、通学区域以外に鶴見区にある小学校・中学校から選択することも可能。
| 丁目       | 番                             | 小学校               | 中学校               |
| ---------- | ------------------------------ | -------------------- | -------------------- |
| 安田一丁目 | 8～10番 11番7～69号 12番       | 大阪市立茨田北小学校 | 大阪市立茨田北中学校 |
| 安田一丁目 | 1～7番 11番1～6号 11番70～73号 | 大阪市立茨田小学校   | 大阪市立茨田中学校   |
| 安田二丁目 | 1～3番 6番                     | 大阪市立茨田小学校   | 大阪市立茨田中学校   |
| 安田二丁目 | 4～5番                         | 大阪市立茨田北小学校 | 大阪市立茨田北中学校 |
| 安田三丁目 | 全域                           | 大阪市立茨田北小学校 | 大阪市立茨田北中学校 |
| 安田四丁目 | 全域                           | 大阪市立茨田北小学校 | 大阪市立茨田北中学校 |

## 事業所
2016年（平成28年）現在の経済センサス調査による事業所数と従業員数は以下の通りである。
| 丁目       | 事業所数  | 従業員数 |
| ---------- | --------- | -------- |
| 安田一丁目 | 34事業所  | 296人    |
| 安田二丁目 | 25事業所  | 444人    |
| 安田三丁目 | 45事業所  | 162人    |
| 安田四丁目 | 43事業所  | 311人    |
| 計         | 147事業所 | 1,213人  |

## 交通
- 大阪府道2号大阪中央環状線
- 大阪府道8号大阪生駒線

## 施設
- 大阪府立茨田高等学校
- 大阪市立茨田小学校
- ライフ 安田諸口店

## その他

### 日本郵便
- 〒538-0032[3]（集配局：大阪城東郵便局[13]）